# Сергеев, Виталий Николаевич
Виталий Николаевич Сергеев (род. 3 января 1983, Чебоксары) — российский самбист и дзюдоист, чемпион и призёр чемпионатов России по самбо, чемпион мира по самбо, чемпион Маккабиады 2013 года по дзюдо, Заслуженный мастер спорта России.

## Биография
Воспитанник ДЮСШ Чебоксарского электроаппаратного завода. Выпускник Российского государственного университета физической культуры, спорта и туризма. В том же вузе окончил аспирантуру.

## Спортивные результаты
- Чемпионат России по самбо 2003 года — ;
- Чемпионат России по самбо 2004 года — ;
- Чемпионат России по самбо 2005 года — ;
- Чемпионат России по самбо 2006 года — ;
- Чемпионат России по самбо 2007 года — ;
- Чемпионат России по самбо 2009 года — ;
- Чемпионат России по самбо 2010 года — ;